# Patriarcha Akwilei
Patriarcha Akwilei – jeden z historycznych patriarchów w Kościele katolickim. 
Powstanie patriarchatu wiąże się ze schizmą arcybiskupa Akwilei, Paulinusa w 557, kiedy ogłosił się on patriarchą Grado i Akwilei. W 606 nastąpiło pojednanie z Rzymem, wtedy też rozdzielono patriarchaty w Grado i Akwilei. Po podboju terytorium patriarchatu przez Republikę Wenecką w 1420 urząd stał się tytularny. W 1751 roku został zniesiony, gdy Benedykt XIV zlikwidował patriarchat bullą "Iniuncta nobis" z 6 lipca 1751 roku. Od 1968 roku istnieje  arcybiskupstwo tytularne Akwilei.

## Biskupi Akwilei, ok. 250-355
- św. Marek - założyciel wspólnoty
- Hermagoras (ok.50-60) – Protoepiscopus (pierwszy biskup)
- 1 Hilarius z Panonii ok. 276-285
- 2 Chrysogonus I ok. 286-295
- 3 Chrysogonus II  ok. 295-308
- 4 Teodor ok. 308-319
- 5 Agapitus ok. 319-332
- 6 Benedictus ok. 332-?
- 7 Fortunatianus ok. 343-355

## Arcybiskupi Akwilei, 355-557
- 8 Valerianus 369-388
- 9 Chromacjusz z Akwilei 388-407
- 10 Augustinus 407-434
- 11 Adelphus 434-442
- 12 Maximus I 442-444
- 13 Januarius 444-447
- 14 Secundus 451-452
- 15 Nicetas 454-485
- 16 Marcellianus 448-500
- 17 Marcellinus 500-513
- 18 Stephanus I 515-?
- 19 Macedonius 539-?

## Patriarchowie Akwilei, 557-1752
- 20 Paulinus I 557-569
- 21 Probinus 569-570
- 22 Elia 571-586
- 23 Severus 586-606
- 24 Jan I 606 (konkurent)
- 25 Candidianus 606-612
- 26 Epiphanius 612-613 (W Grado)
- 27 Ciprianus 613-627 (W Grado)
- 28 Marcianus 623-628 (konkurent w Akwilei)
- 29 Fortunatus 628-663 (konkurent w Akwilei)
- 30 Primogenius 630-648 (W Grado)
- 31 Maximus II 649 (W Grado)
- 32 Feliks 649-? (konkurent w Akwilei)
- 33 Jan II 663-?  (konkurent w Akwilei)
- 34 Stephanus II 670-? (W Grado)
- 35 Agathon 679-680 lub 679-?
- 36 Jan III 680-? (konkurent w Akwilei)
- 37 Christophoros 685-? (W Grado)
- 38 Petrus I 698-700
- 39 Serenus  711-723
- 40 Calixtus 726-734 
  - wakat 734-772
- 41 Siguald 772-776
- 42 Paulinus II 776-802
- 43 Ursus I 802-811
- 44 Maxentius 811-833
- 45 Andreas 834-844
- 46 Venantius 850-?
- 47 Theutmar 855-?
- 48 Lupus I 855-?
- 49 Valpert 875-899
- 50 Fryderyk I 901-922
- 51 Leo 922-927
- 52 Ursus II 928-931
- 53 Lupus II 932-944
- 54 Engelfred 944-963
- 55 Rodoald 963-984
- 56 Jan IV z Rawenny 984-1017
- 57 Poppo 1019-1045
- 58 Eberhard 1045-1049
- 59 Gotebald 1049-1063
- 60 Ravengerius 1063-1068
- 61 Sigeard 1068-1077
- 62 Henryk 1077-1084
- 63 Świętobór Fryderyk 1085-1086
- 64 Ulrich I z Eppenstein 1086-1121
- 65 Gerard I 1122-1128
- 66 Pilgrim I 1130-1161
- 67 Ulrich II 1161-1181
- 68 Gottfried 1182-1194
- 69 Pilgrim II 1195-1204
- 70 Wolfgar z Leibrechtskirchen 1204-1218
- 71 Berthold z Meran 1218-1251
- 72 Gregorio z Montelongo 1251-1269
- 73 Filip I z Karyntii 1269-1273
- 74 Rajmund z Torre 1273-1299
- 75 Pietro II Gerra 1299-1301
- 76 Ottobuono z Razzi 1302-1315
- 77 Gaston z Torre 1316-1318
- 78 Pagano della Torre 1319-1332
- 79 Bertram z St. Genesius 1334-1350
- 80 Mikołaj Luksemburski 1350-1358
- 81 Ludovicus I z Torre 1359-1365
- 82 Marquard z Randelle 1365-1381
- 83 Filip II z Alençon 1381-1387
- 84 Jan Sobiesław Luksemburski 1387-1394
- 85 Antonio Caetani 1394-1402
- 86 Antonio II Panciera 1402-1412
- 87 Antonio III z Ponte 1409-1418 (1409-1412 konkurent)
- 88 Ludovucis II 1412-1439
- 89 Ludovico Trevisan 1439-1465
- 90 Marco Barbo 1465-1491
- 91 Ermolaio I Barbaro 1491-1493
- 92 Niccolò II Donati 1493-1497
- 93 Domenico Grimani 1498-1517
- 94 Marino Grimani 1517-1529
- 95 Marco II Grimani 1529-1533
- 96 Marino Grimani (2 raz) 1533-1545
- 97 Giovanni VI Grimani 1545-1593
  - Daniel I Barbaro, koadiutor 1550-1574
  - Aloisio Giustiniani, koadiutor 1574-1585
- 98 Francesco Barbaro 1593-1616
- 99 Ermolaio II Barbaro 1616-1622
- 100 Antonio IV Grimani 1622-1628
- 101 Agostino Gradenigo 1628-1629
- 102 Marco III Gradenigo 1629-1656
- 103 Hieronimo Gradenigo 1656-1658
- 104 Giovanni Delfino 1657-1699
- 105 Dionisio Dolfino 1699-1734
- 106 Daniel II Dolfino 1734-1751